# 1320
Năm 1320 (Số La Mã: MCCCXX) là một năm nhuận bắt đầu từ ngày thứ Ba trong lịch Julius.

## Sinh
- 8 tháng 4 - Vua Peter I của Bồ Đào Nha (mất 1367)
- Ngày chưa biết:
  - Blanka của Namur, nữ hoàng Thụy Điển (mất 1363)
  - Trần Hữu Lượng, người sáng lập chế độ Đại Hán (mất 1363)
  - John Hawkwood, người Anh (mất 1394)
  - Iolo Goch, nhà thơ Wales (mất 1398)
  - Shams al-Din Abd Allah Abū al-Khalili, nhà thiên văn học Ả Rập (mất 1380)
  - Lalleshwari, nhà thơ Hindu (mất 1292)
  - Louis của Taranto (mất 1362)
  - Michael Panaretos, nhà sử học Trebizond (mất 1390)
  - Nissim của Gerona, người Do Thái (mất 1380)
  - Otto, Công tước của Brunswick-Grubenhagen (mất 1398)
  - Rudolph, Công tước của Lorraine (mất 1346)
  - Bột Nhi Chỉ Cân Thỏa Hoan Thiết Mộc Nhĩ (Borjigin Toghuntemür) hay Nguyên Huệ Tông, hoàng đế của Nhà Nguyên (mất 1370)
  - William của Wykeham, Đức Giám mục của Winchester (mất 1404)
- Có khả năng:
  - Bertrand du Guesclin, hiệp sĩ Breton (mất 1380)
  - Vua Valdemar IV của Đan Mạch (mất 1375)
  - John Wycliffe, nhà cải cách Anh (mất 1384)

## Mất
Trần Anh Tông vị vua thứ 4 của Nhà Trần